# Rochester (Washington)
Rochester és una concentració de població designada pel cens dels Estats Units a l'estat de Washington. Segons el cens del 2000 tenia 1.829 habitants.

## Demografia
Segons el cens del 2000, Rochester tenia 1.829 habitants, 647 habitatges, i 505 famílies. La densitat de població era de 305,7 habitants per km².
Dels 647 habitatges en un 41,6% hi vivien nens de menys de 18 anys, en un 62,4% hi vivien parelles casades, en un 9,9% dones solteres, i en un 21,9% no eren unitats familiars. En el 17,2% dels habitatges hi vivien persones soles el 5,7% de les quals corresponia a persones de 65 anys o més que vivien soles. El nombre mitjà de persones vivint en cada habitatge era de 2,83 i el nombre mitjà de persones que vivien en cada família era de 3,14.
Per edats la població es repartia de la següent manera: un 30,1% tenia menys de 18 anys, un 8,6% entre 18 i 24, un 31,9% entre 25 i 44, un 21,3% de 45 a 60 i un 8,1% 65 anys o més.
L'edat mediana era de 32 anys. Per cada 100 dones de 18 o més anys hi havia 104,6 homes.
La renda mediana per habitatge era de 43.090 $ i la renda mediana per família de 44.777 $. Els homes tenien una renda mediana de 40.676 $ mentre que les dones 26.518 $. La renda per capita de la població era de 14.912 $. Aproximadament el 6,2% de les famílies i el 7,7% de la població estaven per davall del llindar de pobresa.

## Poblacions més properes
El següent diagrama mostra les poblacions més properes.